# Indústria de Material Bélico do Brasil

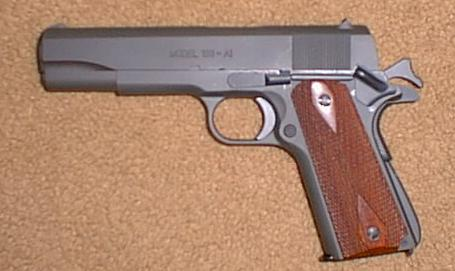
Le PA IMBEL .45M1911A1 dans sa livrée US : le Springfield Armory M1911A1 GI

IMBEL, pour Indústria de Material Bélico do Brasil, est le nom sous lequel le Brésil désigne une société d'armement sous contrôle de l'État depuis sa réorganisation en 1975. Son siège social est situé dans la ville de São Paulo.

## Les usines d'IMBEL

### La Fabrica de Armas d'Itajubá (FI)
- L'usine :
  - en 1934, dans la ville industrielle d'Itajubá, dans le Minas Gerais, naissait la première fabrique d'armes nationale du Brésil. Cette fabrique d'armes produisit d'abord des canons pour fusils avant de moderniser les Mauser brésiliens alors en service dans les Forces armées brésiliennes dans les années 1950. La montée en puissance industrielle passa par la fabrication sous licence des FN FAL et Colt M1911A1. En 2008, la FI occupe 1 000 000 m2 dont 28 000 m2 pour l'usine proprement dite. Elle met en œuvre 750 machines à commande numérique dont l'énergie provient d'une petite centrale électrique.
- La production :
  - Fusils de précision : Fuzil .308 AGLC (Sniper).
  - Fusils d'assaut : les Carabina 5,56 MD 97 LC, Fuzil 5,56 MD 97 L et Fuzil 7,62 M964 (deux versions) issus du FN FAL.
  - Armes de poing : Pistola  9 M973 et ses dérivés.
- Sous-traitant de la société Springfield Armory, Inc. :
  - en plus des commandes brésiliennes, elle assure sous licence la production du Springfield M1911

### La FabricaPresidente Vargas(FPV)
- La poudrerie : la fondation de cette poudrerie sise dans la ville de Piquete, SP, date de 1902.
- Poudres & explosifs de la FPV :
  - nitrocellulose,
  - TNT,
  - nitroglycérine,
  - gélatine explosive,
  - poudre sans fumée (deux types).

## Sources et liens externes
- Site internet d'Indústria de Material Bélico